# L'omicida
L'omicida (Le meurtrier) è un film del 1963 diretto da Claude Autant-Lara.
Il film, di produzione internazionale, è un adattamento del romanzo The Blunderer (Vicolo cieco) di Patricia Highsmith (1954).